# Australiens Grand Prix 2018
Australiens Grand Prix 2018 (officielt navn: 2018 Formula 1 Rolex Australian Grand Prix) var et Formel 1-løb som blev arrangeret 25. marts 2018 på Melbourne Grand Prix Circuit i Melbourne, Australien. Det var det første løb i Formel 1-sæsonen 2018 og 34. gang Australiens Grand Prix blev arrangeret i Formel 1-sammenhæng. Løbet blev vundet af Ferrari-køreren Sebastian Vettel, mens Mercedes-køreren Lewis Hamilton, der tog pole position, kom på andenpladsen og Ferrari-køreren Kimi Räikkönen på tredjepladsen.

## Resultater

### Kvalifikation
| Pos.               | Nr. | Kører             | Konstruktør               | Del 1    | Del 2    | Del 3     | Grid |
| ------------------ | --- | ----------------- | ------------------------- | -------- | -------- | --------- | ---- |
| 1                  | 44  | Lewis Hamilton    | Mercedes                  | 1.22,824 | 1.22,051 | 1.21,164  | 1    |
| 2                  | 7   | Kimi Räikkönen    | Ferrari                   | 1.23,096 | 1.22,507 | 1.21,828  | 2    |
| 3                  | 5   | Sebastian Vettel  | Ferrari                   | 1.23,348 | 1.21,944 | 1.21,838  | 3    |
| 4                  | 33  | Max Verstappen    | Red Bull Racing-TAG Heuer | 1.23,483 | 1.22,416 | 1.21,879  | 4    |
| 5                  | 3   | Daniel Ricciardo  | Red Bull Racing-TAG Heuer | 1.23,494 | 1.22,897 | 1.22,152  | 81   |
| 6                  | 20  | Kevin Magnussen   | Haas-Ferrari              | 1.23,909 | 1.23,300 | 1.23,187  | 5    |
| 7                  | 8   | Romain Grosjean   | Haas-Ferrari              | 1.23,671 | 1.23,468 | 1.23,339  | 6    |
| 8                  | 27  | Nico Hülkenberg   | Renault                   | 1.23,782 | 1.23,544 | 1.23,532  | 7    |
| 9                  | 55  | Carlos Sainz, Jr. | Renault                   | 1.23,529 | 1.23,061 | 1.23,577  | 9    |
| 10                 | 77  | Valtteri Bottas   | Mercedes                  | 1.23,686 | 1.22,089 | ingen tid | 152  |
| 11                 | 14  | Fernando Alonso   | McLaren-Renault           | 1.23,597 | 1.23,692 |           | 10   |
| 12                 | 2   | Stoffel Vandoorne | McLaren-Renault           | 1.24,073 | 1.23,853 |           | 11   |
| 13                 | 11  | Sergio Pérez      | Force India-Mercedes      | 1.24,344 | 1.24,005 |           | 12   |
| 14                 | 18  | Lance Stroll      | Williams-Mercedes         | 1.24,464 | 1.24,230 |           | 13   |
| 15                 | 31  | Esteban Ocon      | Force India-Mercedes      | 1.24,503 | 1.24,786 |           | 14   |
| 16                 | 28  | Brendon Hartley   | Scuderia Toro Rosso-Honda | 1.24,532 |          |           | 16   |
| 17                 | 9   | Marcus Ericsson   | Sauber-Ferrari            | 1.24,556 |          |           | 17   |
| 18                 | 16  | Charles Leclerc   | Sauber-Ferrari            | 1.24,636 |          |           | 18   |
| 19                 | 35  | Sergej Sirotkin   | Williams-Mercedes         | 1.24,922 |          |           | 19   |
| 20                 | 10  | Pierre Gasly      | Scuderia Toro Rosso-Honda | 1.25,295 |          |           | 20   |
| 107%-tid: 1.28,621 |     |                   |                           |          |          |           |      |
| Kilde:             |     |                   |                           |          |          |           |      |

Noter
- ↑1 – Daniel Ricciardo fik en gridstraf på tre placeringer for ikke at sænke farten tilstrækkeligt under rødt flag ved den frie træning.[2]
- ↑2 – Valtteri Bottas fik en gridstraf på fem placeringer for skift af gearkasse efter et uheld.

### Løbet
| Pos.   | Nr | Kører             | Konstruktør               | Omgange | Tid/Udgået  | Startpos. | Point |
| ------ | -- | ----------------- | ------------------------- | ------- | ----------- | --------- | ----- |
| 1      | 5  | Sebastian Vettel  | Ferrari                   | 58      | 1:29.33,283 | 3         | 25    |
| 2      | 44 | Lewis Hamilton    | Mercedes                  | 58      | +5,036      | 1         | 18    |
| 3      | 7  | Kimi Räikkönen    | Ferrari                   | 58      | +6,309      | 2         | 15    |
| 4      | 3  | Daniel Ricciardo  | Red Bull Racing-TAG Heuer | 58      | +7,069      | 8         | 12    |
| 5      | 14 | Fernando Alonso   | McLaren-Renault           | 58      | +27,886     | 10        | 10    |
| 6      | 33 | Max Verstappen    | Red Bull Racing-TAG Heuer | 58      | +28,945     | 4         | 8     |
| 7      | 27 | Nico Hülkenberg   | Renault                   | 58      | +32,671     | 7         | 6     |
| 8      | 77 | Valtteri Bottas   | Mercedes                  | 58      | +34,339     | 15        | 4     |
| 9      | 2  | Stoffel Vandoorne | McLaren-Renault           | 58      | +34,921     | 11        | 2     |
| 10     | 55 | Carlos Sainz, Jr. | Renault                   | 58      | +45,722     | 9         | 1     |
| 11     | 11 | Sergio Pérez      | Force India-Mercedes      | 58      | +46,817     | 12        |       |
| 12     | 31 | Esteban Ocon      | Force India-Mercedes      | 58      | +1.00,278   | 14        |       |
| 13     | 16 | Charles Leclerc   | Sauber-Ferrari            | 58      | +1.15,759   | 18        |       |
| 14     | 18 | Lance Stroll      | Williams-Mercedes         | 58      | +1.18,288   | 13        |       |
| 15     | 28 | Brendon Hartley   | Scuderia Toro Rosso-Honda | 57      | +1 omgang   | 16        |       |
| Ret    | 8  | Romain Grosjean   | Haas-Ferrari              | 24      | Hjul        | 6         |       |
| Ret    | 20 | Kevin Magnussen   | Haas-Ferrari              | 22      | Hjul        | 5         |       |
| Ret    | 10 | Pierre Gasly      | Scuderia Toro Rosso-Honda | 13      | Motor       | 20        |       |
| Ret    | 9  | Marcus Ericsson   | Sauber-Ferrari            | 5       | Hydraulik   | 17        |       |
| Ret    | 35 | Sergej Sirotkin   | Williams-Mercedes         | 4       | Bremser     | 19        |       |
| Kilde: |    |                   |                           |         |             |           |       |

## Stillingen i mesterskaberne efter løbet
| Pos. | Kører            | Point |
| ---- | ---------------- | ----- |
| 1    | Sebastian Vettel | 25    |
| 2    | Lewis Hamilton   | 18    |
| 3    | Kimi Räikkönen   | 15    |
| 4    | Daniel Ricciardo | 12    |
| 5    | Fernando Alonso  | 10    |

| Pos. | Konstruktør               | Point |
| ---- | ------------------------- | ----- |
| 1    | Ferrari                   | 40    |
| 2    | Mercedes                  | 22    |
| 3    | Red Bull Racing-TAG Heuer | 20    |
| 4    | McLaren-Renault           | 12    |
| 5    | Renault                   | 7     |